# Vinska trta
Vinska trta (znanstveno ime Vitis vinifera) spada v družino vinikovk (Vitaceae (Lindley) ali Ampelidae (Kunth)), ki ima približno 600 vrst. Največje število vrst je v območjih z zmerno subtropsko in tropsko klimo in jih človek ne uporablja. Le približno 20 vrst se goji za pridelavo grozdja ali podlage. Vse pripadajo rodu Vitis L. Pred približno 100 leti so zanesli iz Amerike v Evropo trsno uš, ki uničuje korenine vinske trte. Evropski vinogradniki se proti trtni uši borijo tako, da domače žlahtne sorte cepijo na ameriške podlage, ki pa so odporne proti trsni uši. 
V Sloveniji je ohranjeno tudi nekaj rastišč divje vinske trte, Vitis vinifera ssp. sylvestris, npr. na pobočjih Rebri nad Vinjami.

## Temeljne vinske sorte v preteklosti
Domačini so v času francoskih provinc še vedno gojili avtohtone vrste. Med belimi vini je bila zelo priljubljena Istrska malvazija, med drugim tudi bjankera in manarjola. Pri rdečih vrstah pa je bil v ospredju seveda refošk, za njim pa sta sledila še maločrnim in marzenimom. Pri pridelavi so vsa bela vina med seboj vinificirali in tako dobili Istrsko belo vino, v njem je bilo količinsko največ malvazije. Rdeče sorte so tudi mešali med seboj, tu pa je seveda prevladovalo kdo drugi kot refošk. Vino so prodajali predvsem v večjih mestih Koprskega primorja, kjer so jih kupovali predvsem Tržačani. V začetkih dvajsetega stoletja so velik del vin prodali na Kranjsko. Zaradi pomanjkanja denarja so morali velik delež vin prodati še mladih, da bi lahko čim prej kaj zaslužili. Iz tega pa izhaja govor večine, da se refošk pije mlad, ne pa staran. Številni kletarji so prišli do tega, da je ta vrsta po nekaj letih bistveno boljša od prvotne, mlade. slovenski trg pa so v drugi polovici dvajsetega stoletja preplavila druga vina tedanje Jugoslavije. Tako je refošk, ki je po mnenju akentiranih vino, ki te najhitreje opije, tedaj zašel nekoliko bolj v ozadje, prav tako prodaja se je bistveno zmanjšala. Tu so pridelovali plavac, več vrst merlotov in makedonski teran. Kakovost in njegova prodaja je tedaj padla do te mere, da so se ga celo domačini sramovali in trdili, da ne pridelujejo refoška, temveč druge sorte. Vendar so se v zadnjih desetletjih razmere ponovno obrnile v prid našim, vinom Slovenske Istre.